# Rangareddi (dystrykt)

Dystrykt Rangareddi w stanie Telangana

Rangareddi – jeden z dziesięciu dystryktów indyjskiego stanu Telangana, o powierzchni 7500 km². Zamieszkuje go 3 587 891 osób (2004), stolicą jest miasto Hajdarabad.
Do 2 czerwca 2014 r. dystrykt wchodził w skład stanu Andhra Pradesh.

## Położenie
Położony jest w środkowo–zachodniej części stanu. Na zachodzie graniczy ze stanem Karnataka, od północy z dystryktem Medak, od wschodu z dystryktem Nalgonda, a na południu z dystryktem Mahabubnagar. Dystrykt Rangareddi otacza dystrykt Hyderabad z miastem Hajdarabad.